# Mohammed el Senoessi
Mohammed el Senoessi geboren op 20 oktober 1962 als Mohammed al-Rida bin Sayyid Hasan ar-Rida al-Mahdi el Senoessi, soms gespeld als "...al Senoessi", is de zoon van kroonprins Hasan as-Senoessi van Libië en kroonprinses Fawzia bint Tahir Bakeer. Hij is geboren in Tripoli en wordt door de Libische royalisten beschouwd als de rechtmatige erfgenaam van de Senoessi-kroon van Libië. Een twijfelachtige andere claim is die van een verre verwant: Idris bin Abdullah.